# João Gomes de Abreu, Bispo de Viseu
João Gomes de Abreu (Vila Verde, Pico de Regalados, 1416 - Viseu, 16 de Fevereiro de 1482), que também usou o nome de João da Anunciação, foi um prelado português do século XV.

## Biografia
D. João Gomes de Abreu era filho segundo de Diogo Gomes de Abreu, 2.º Senhor de Regalados, e de sua mulher Leonor Viegas do Rego.
Foi Cavaleiro da Ordem de Cristo e Comendador de Longos Vales nesta Ordem.
A 6 de Abril de 1443, foi feito Arcediago do Couto de Braga, trocando esta dignidade, no mesmo dia da nomeação, com o Vigário-Geral Gil Afonso Leitão, pela de Chantre da Sé de Braga. Contudo, já é referido como Arcediago de Braga quando, a 8 de Julho de 1454, obtém de D. Afonso V de Portugal uma mercê para um seu apaniguado.
Foi 26.º Bispo de Viseu de 1462 ou 1463 a 16 de Fevereiro de 1482.
Criou a dignidade de Mestre-Escola a 15 de Fevereiro de 1467, anexando-lhe uma prebenda com a terça parte dos frutos ou dízimos da Abadia de Canas de Sabugosa e da sua Igreja anexa. Foi grande benfeitor do Convento de São Francisco de Órgens.
A 5 de Dezembro de 1468, D. Afonso V confirma o contrato efectuado entre Antão Gomes de Abreu, D. João de Abreu (em seu nome e no nome dos filhos de Vasco Gomes de Abreu, seu irmão) e Leonel de Lima, do Conselho, procurador em nome de D. Inês, sua filha, e dos filhos de Lopo Gomes de Abreu (filho desta D. Inês e de seu marido Pedro Gomes de Abreu, irmão mais velho dos ditos D. João, Antão e Vasco), sobre as dívidas que aos primeiros tinham contraído os filhos de Lopo Gomes de Abreu. Segundo este acordo, a referida dívida seria colmatada através da renda da terra de Regalados, para o que se obteve a Licença Real referida acima. Este acordo deve ter sido difícil de alcançar, pois, a 2 de Maio de 1469, D. Afonso V se vê na necessidade de conceder Carta de Concórdia entre Antão Gomes de Abreu, Fidalgo da sua Casa, e os filhos de Vasco Gomes de Abreu, seu irmão, com Leonel de Lima, do seu Conselho, sobre a Quinta de Gondomil e bens de Coira, bem como das dívidas dos filhos de Lopo Gomes de Abreu, que montavam a 240.000 reais, mais penas e custos, feita por D. João de Abreu, Bispo da cidade de Viseu e do seu Conselho.
Coube-lhe celebrar, em 1472, o casamento do 3.º Duque de Bragança D. Fernando II, o que depois D. João II de Portugal mandou decapitar em Évora, com sua prima-sobrinha e duas vezes meia-prima em segundo grau D. Isabel de Viseu, filha do Infante D. Fernando de Portugal, 2.º Duque de Viseu e 1.º Duque de Beja, e de sua mulher D. Beatriz de Portugal, sobrinha paterna de D. Afonso V, prima-irmã e cunhada de D. João II e irmã do futuro Rei D. Manuel I de Portugal.
Iniciou a construção do Paço dos Bispos de Viseu (hoje Museu). Acompanhou a Excelente Senhora na sua entrada em Portugal em 1475 e obteve de D. Afonso V a doação de duas torres Romanas situadas junto à Sé de Viseu, convertendo-as em cadeia, o que muito irritou o povo da cidade, tendo-se levantado um «arroido» contra ele, de que resultaram mortos e feridos, entre eles D. Luís da Cunha, 1.º Senhor de Santar, episódio de que resultaram várias Cartas de Perdão Real.

## Descendência
Teve um filho sacrílego de Maria Vaz (Vila Verde, Pico de Regalados, c. 1420 -): 
- Fernão Rodrigues de Abreu ou Gomes de Abreu, Fidalgo da Casa Real, casado cerca de 1465 com Beatriz Dias Rebelo, filha de Lopo Dias Rebelo e de sua mulher Maria Afonso Botelho ou Afonso de Carvalho, da qual teve quatro filhos e uma filha: 
  - Pedro Rebelo de Abreu, casado com Brites Rodrigues Taveira, sem geração
  - António de Abreu, o Grande, ou João Rodrigues de Abreu, casado, com geração
  - Gil Fernandes de Abreu, solteiro e sem geração
  - João Fernandes de Abreu, solteiro e sem geração
  - Ana Rodrigues Botelho (c. 1465 - c. 1522), casada cerca de 1479 com Pedro Lopes Cardoso (- c. 1513), com geração

Teve um filho sacrílego e uma filha sacrílega de Isabel Gonçalves: 
- Jorge de Abreu, solteiro e sem geração
- Leonor de Abreu, solteira e sem geração

Teve um filho sacrílego de D. Isabel de Soutomaior, filha de D. Pedro Álvarez de Soutomaior, o Madruga, 1.º Conde de Caminha, e de sua mulher Teresa de Távora: 
- Gil Fernandes de Abreu, casado com Isabel Anes de Bouro, sem geração

Terá tido também filhos sacrílegos com D. Beatriz de Eça (c. 1416 ou 1421 - d. 1461 ou 1480), Abadessa do Mosteiro de Celas, filha de D. Fernando de Eça, Senhor de Eça, e de sua primeira mulher Maria de Melo:
- Pedro Gomes de Abreu ou de Abreu de Eça (Mosteiro de Celas, 1461 - 1520), legitimado por Carta Real de D. Afonso V de 8 de Março de 1479, Fidalgo da Casa Real, Cavaleiro d'el-Rei, com Carta de Privilégio de Fidalgo de D. João II de 19 de Abril de 1488, casado antes de 25 de Outubro de 1487 com Mécia da Cunha (1466 - 1521), 12.ª  Senhora de Tábua de juro e herdade e 10.ª Senhora do Morgado de Tábua, da qual teve oito filhos e uma filha, e, de Maria Fernandes, teve um filho bastardo
- Luís Gomes de Abreu, casado com Filipa Afonso, sem geração
- Diogo Gomes de Abreu, legitimado por Carta Real de D. Manuel I,[4] Cavaleiro Fidalgo da Casa Real, Comendador da Ordem de Cristo, casado com Teresa de Azevedo, filha de Diogo de Azevedo e de sua mulher Isabel de Sousa de Meneses, sem geração